# 51828 Ilanramon
Ilanramon (asteróide 51828) é um asteróide da cintura principal, a 2,4077882 UA. Possui uma excentricidade de 0,1316178 e um período orbital de 1 686,38 dias (4,62 anos).
Ilanramon tem uma velocidade orbital média de 17,8870641 km/s e uma inclinação de 9,47465º.
Foi batizado em homenagem ao astronauta Ilan Ramon.